# قلبم را شکست
«قلبم را شکست» ترانه‌ای از خواننده-ترانه‌پرداز آلمانی کیم پتراس می‌باشد که در ۱۴ فوریهٔ سال ۲۰۱۸ و موزیک ویدئوی آن نیز در ۲۶ آوریل همان سال منتشر گردید. این ترانه توسط دکتر لوک و سیرکوت تهیه و توسط لوک، سیرکوت و پتراس با آرون جوزف و جیکوب کوشر نوشته شده‌است. «قلبم را شکست» ششمین از یازده ترانه پتراس است که بین سال‌های ۲۰۱۷ تا ۲۰۱۹ منتشر شدند و در دورهٔ اول قرار داده‌شدند.